# Biserica de lemn din Totoreni

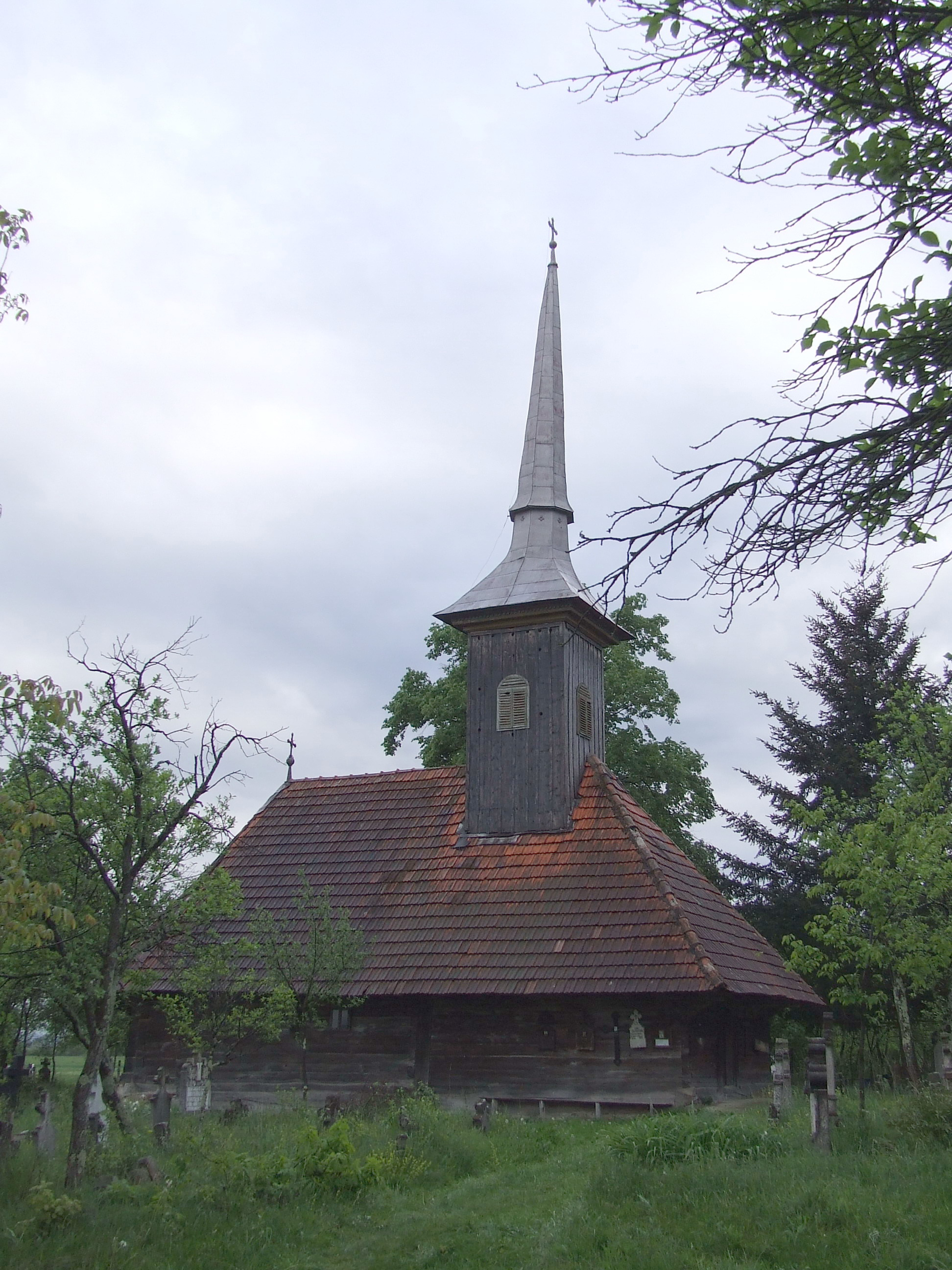
Biserica de lemn din Totoreni, judeţul Bihor, 2008

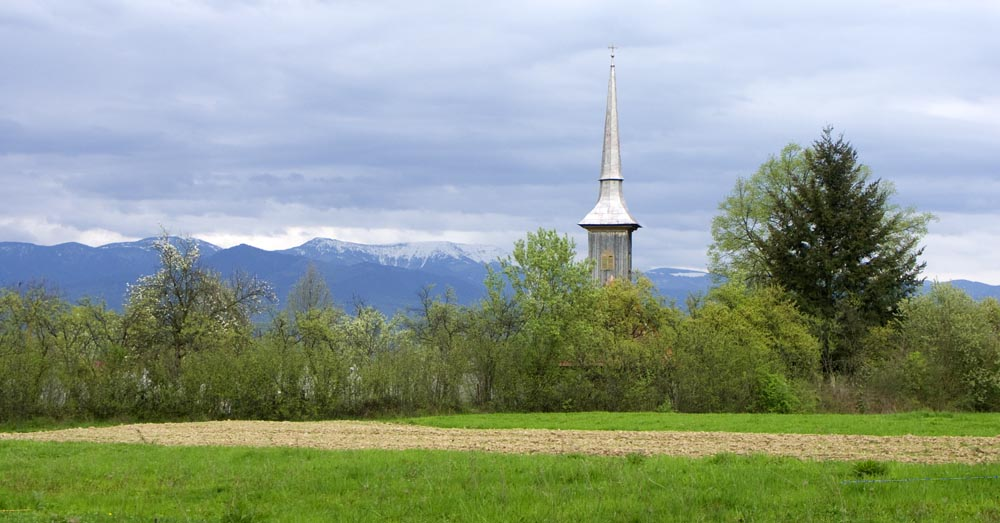
Biserica de lemn dintre Totoreni şi Băleni, 2008

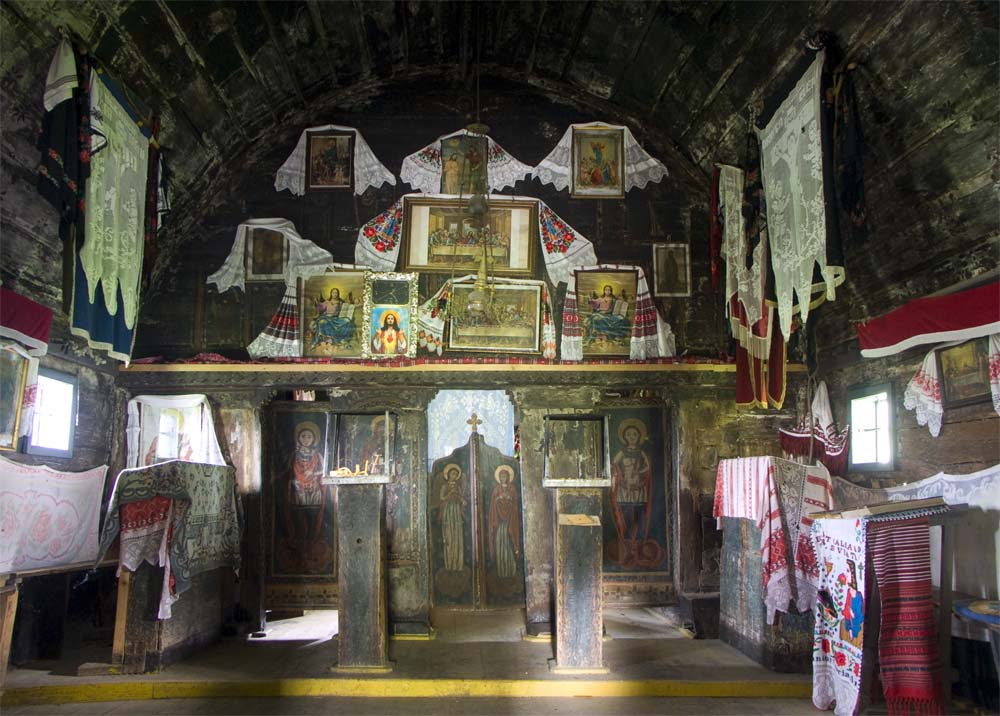
Interiorul navei, 2008

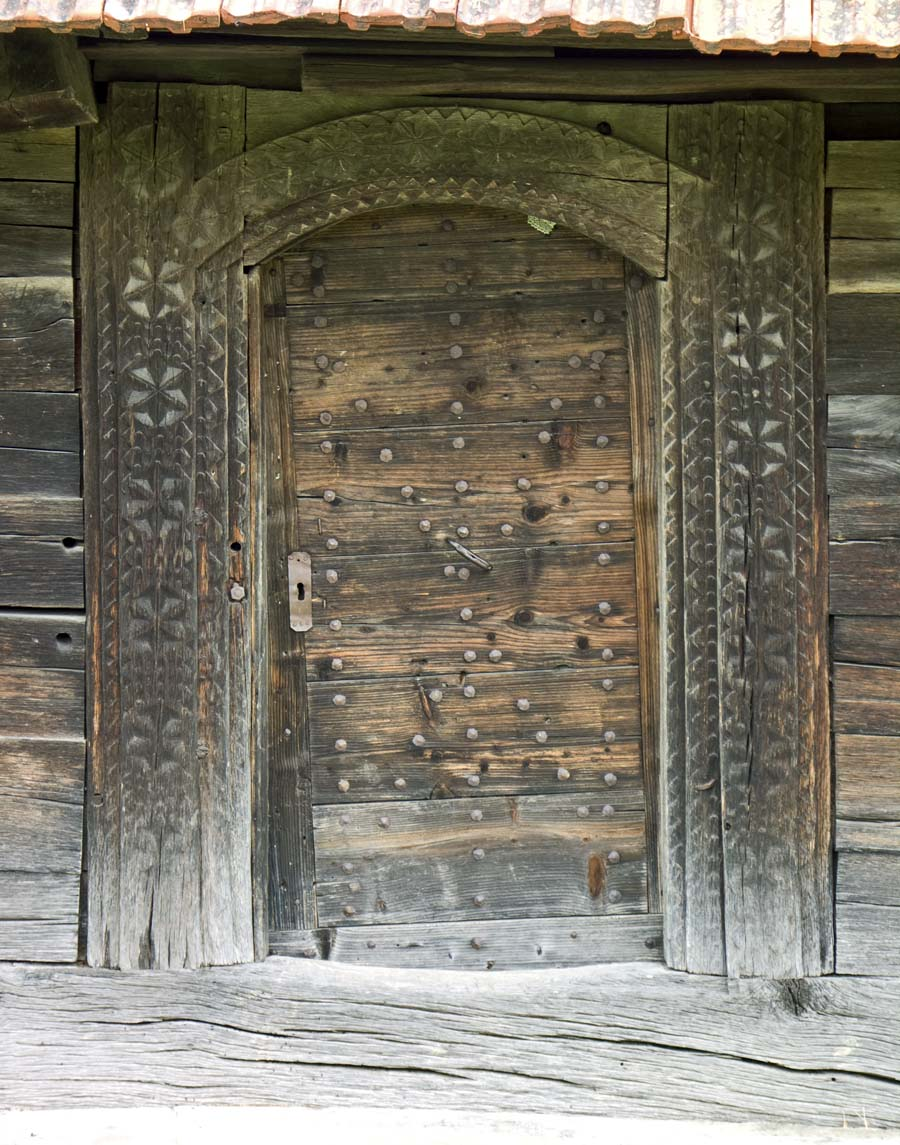
Portalul intrării, 2008

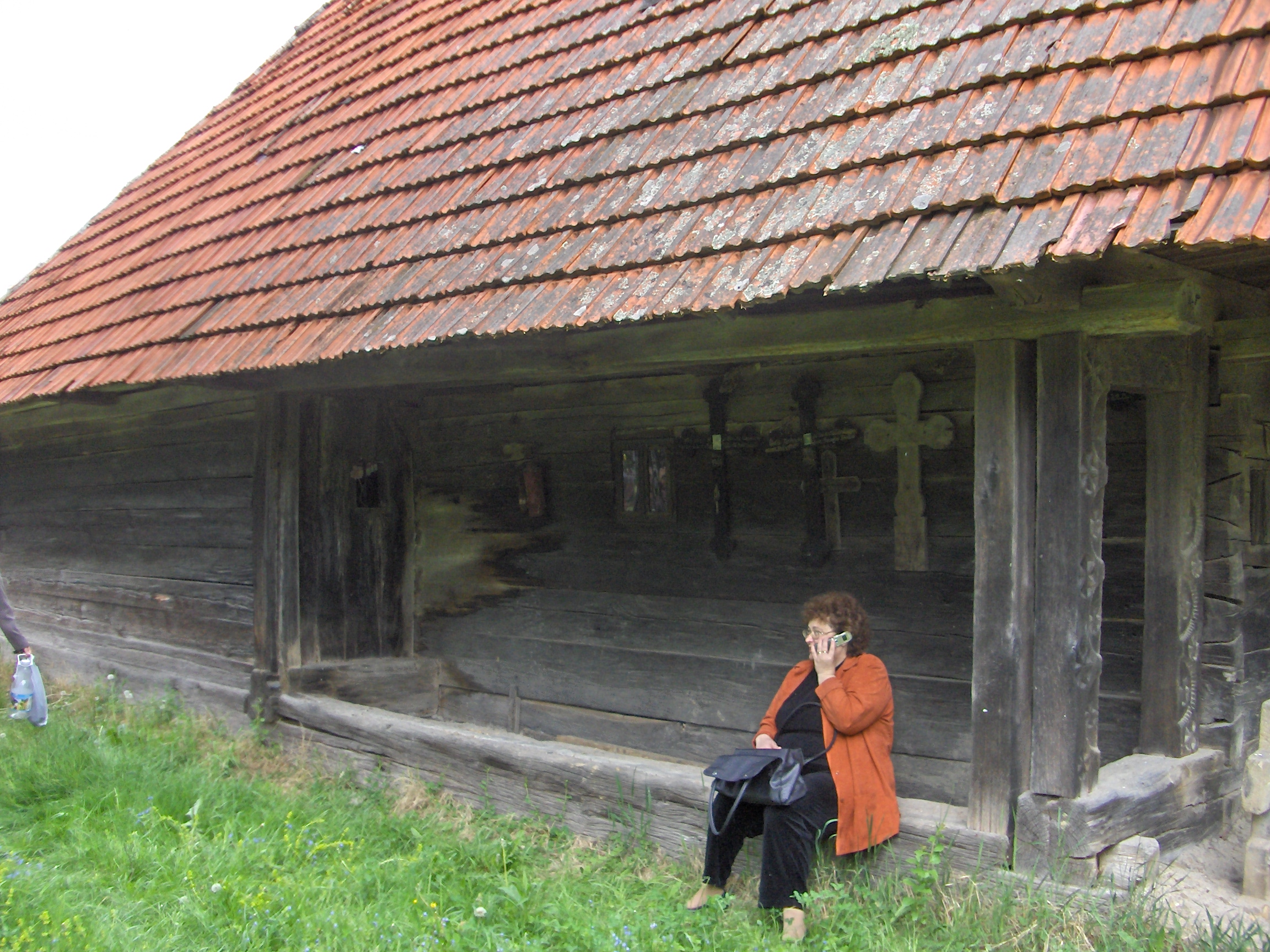
Perindelele de Paştele Morţilor, 2008

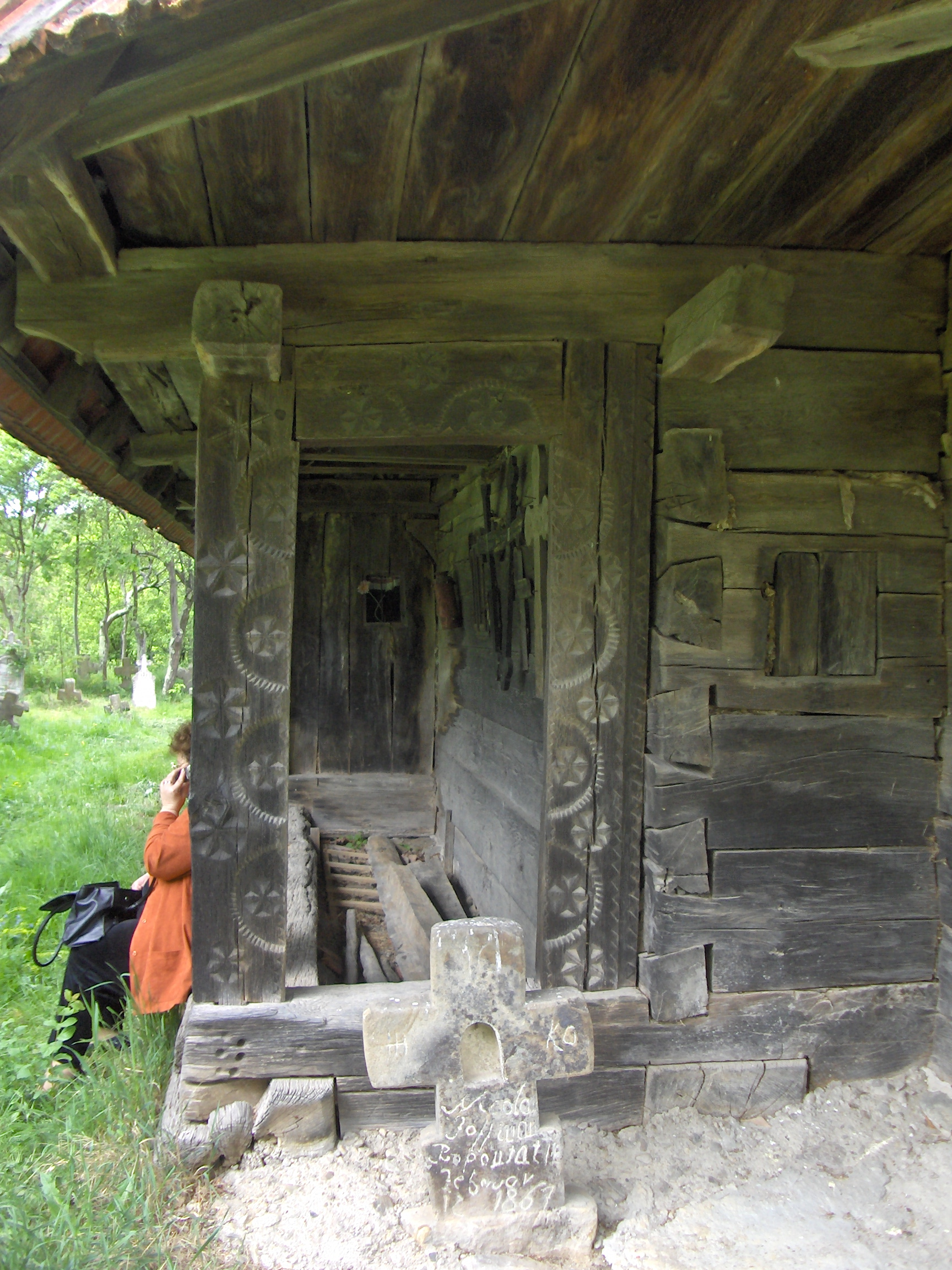
Perindelele de Paştele Morţilor, 2008

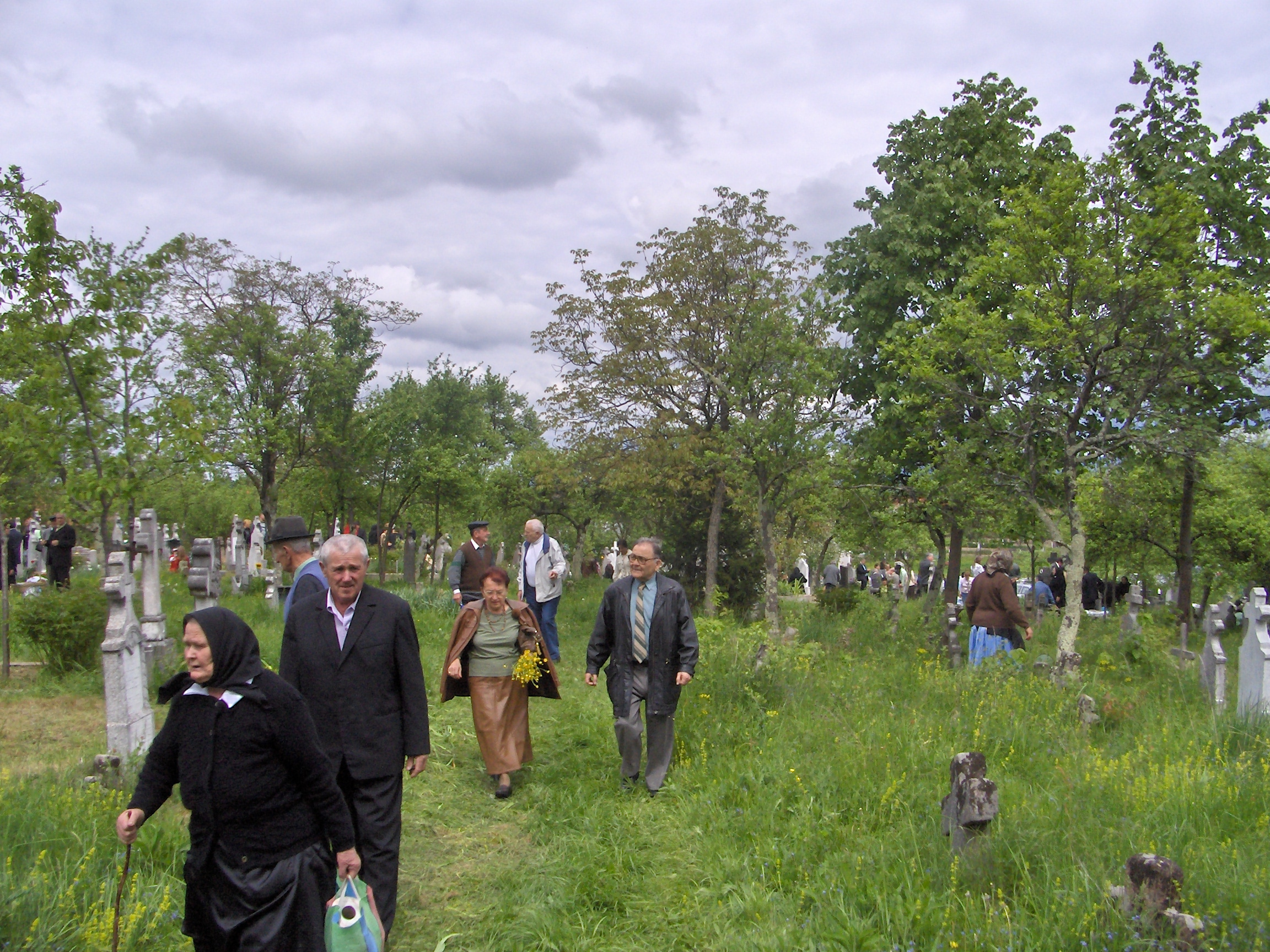
Paştele Morţilor, 2008

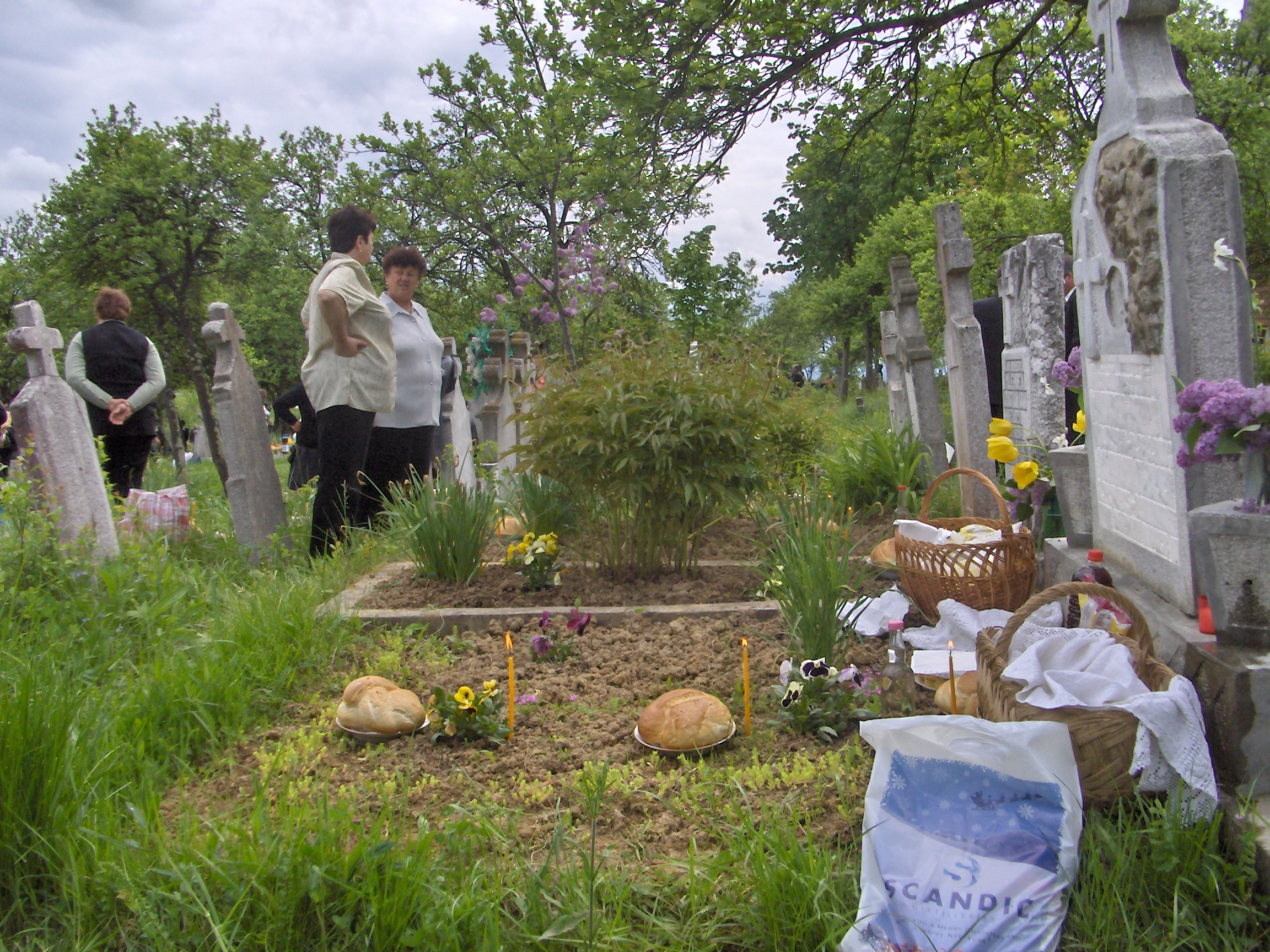
Paştele Morţilor, 2008

Biserica de lemn din Totoreni, cu hramul Adormirea Maicii Domnului, se află în localitatea omonimă din județul Bihor. Biserica este una din cele mai interesante edificii religioase din zona Beiușului datorită prispei de pe latura sudică a naosului, numită de localnici perindele. Folosite ca "loc de detenție", perindelele amintesc de o altă funcție decât cea religioasă, cea de loc de judecată, pe care o avea biserica. Folosită și azi ca și în trecut atât de locuitorii satului Totoreni cât și de locuitorii satului Băleni, biserica se află pe noua listă a monumentelor istorice sub codul LMI:  BH-II-m-B-01221.

## Istoric
Biserica este datată printr-o inscripție aflată pe una din grinzile pronaosului, în exterior, în partea stângă a intrarii: “Ziditu-s-au această sfântă beserică după întrupare Domnului Leatu 1697” .
În data de 23 martie 1745 locuitorilor satelor Totoreni, Tărcăița, Mierag și Băleni li se aprobă două măji de fier "pentru șindrilit și podit", fapt ce ne arată ca la aceea dată locuitorii satelor mai sus pomenite foloseau o singură biserică, cea  din Totoreni.
În urma vizitei canonice a episcopului unit Meletie Covaci efectuată în anul 1752 se întocmește unul din cele mai importante și cuprinzătoare rapoarte cu privire la situația bisericilor din districtele Beiuș, Beliu și Vașcău.  Potrivit acestui raport, biserica din Totoreni este din lemn și acoperită cu șindrilă.
Pictura bisericii este realizată de către pictorul Simion Darabant care a pictat și biserica din Tărcăița în 1816 și biserica din Gurani în 1814. O inscripție din partea de nord a iconostasului ne amintește: "Această sfântă beserică s-au zugrăvit cu cheltuiala satului Totoreni cu strădania parohului Mihail, sfăt Mlende Urs în anul Domnului 1818". Continuarea inscripției o găsim în partea de sud a iconostasului:"...și cu cheltuiala Bălenilor prin sârguința preotului Mihai Popovici, sfăt Popa Ștefan în anu 1818...zile. Au zugrăvit Simion Darabant pentru pomenirea sufletelor".
În absida altarului, în partea de sud găsim următorul text: „Acest sfânt altar s-au făcut cu cheltuiala părinte(lui) Popovici Mihai paroh în Totoreni în anul 1818 iunie".
În anul 1927 acoperișul de șindrilă a fost înlocuit cu cel de acum din țiglă și tablă pentru turn. Aceste modificări survenite determină aspectul de azi al acoperișului.
Locuitorii satului Totoreni ocupă partea stângă a bisericii iar cei din Băleni partea din dreapta. Același algoritm se folosește și la îngroparea morților în cimitir.

## Trăsături
Biserica de lemn din Totoreni are planul dreptunghiular, cu absida altarului poligonală, cu cinci laturi, decroșată. Lungimea bisericii este de aproximativ 1100 cm. Particularitatea bisericii este prispa de pe latura sudică ce se întinde pe toată lungimea naosului de aproximativ 525 cm. "Perindelele" se termină odată cu naosul, pronaosul fiind mai lat decât naosul, ocupând și locul prispei. Ca lungime, pronaosul are o lungime de 575 cm. Intrarea se face prin partea de vest a bisericii, în axul bisericii. Ușa bisericii, este frumos decorată cu ținte vechi din fier.
Biserica femeilor este despărțită de biserica bărbaților printr-un perete de grinzi, prevăzut cu spații petru a facilita accesul portal sculptat și pictat, din păcate pictura este foarte deteriorată. Pronaosul este podit iar naosul este acoperit de o boltă semicilindrică unde putem remarca arc-dubloul decorat cu motivul funiei precum și cu rozete, colorat în roșu, galben și albastru. Meștergrinda întersectează arc-dubloul împărțind bolta naosului în patru casete, fiecare dintre acestea fiind decorate cu medalioane pictate.
Din pictură se mai pot observa în altar câteva fragmente pictate ce înfățișează Sfinții Părinți. Iconostasul este împodobit în partea de jos cu icoanele Sf. Gheorghe și a Sf. Dimitrie.
Iconostasul, unde încă se mai pot distinge figurile apostolilor este ornamentat cu icoane mărginite de ștergare albe din pânză, decorate cu cusături roșii, negre și cipcă.
Intrarea în podul bisericii se face prin pronaos, astfel avându-se acces atât la clopote cât și la balconul care se găsește deasupra unei părți a naosului.
În partea sudică a altarului se află un luminator sub formă de cruce. Modificările ulteriore aduse bisericii au determinat lărgirea ferestrelor dar și închiderea cu grinzi verticale a ușii ce comunica cu perindelele. Aceste ultime modificări se presupune că au avut loc în anul 1818, atunci când biserica a fost zugrăvită, după această dată perindelele pierzându-și rolul de "loc de detenție".
Biserica este acoperită cu țiglă iar vârful turnului este decorat cu un inel, inel întâlnit și la alte biserici din zonă (Rieni, Valea de Jos, Mierag, Lazuri de Beiuș ș.a. )

## Obiceiuri locale
- Perindelele - Termenul de perindele, cu variantele  belingeriu  sau perindeu derivă din termenul german pranger  care semnifică sensul de „stâlp al infamiei”. Versiunea maghiară a termenului,  pelenger, care probabil derivă din același termen german are înțelesul de „scaun de boicot”. Toți acești termeni arată că este vorba de un loc sau de un obiect destinat ispășirii unei pedepse pentru fapte nelegiuite.[7]

Vechea biserică de lemn din Totoreni este singura care păstrează amintirea pendelelor. Prispa aparentă, situată pe partea de sud a naosului, i-a fost dată, potrivit vechii tradiții, o destinație specială, anume de loc de pedeapsă pentru cei certați cu bunele moravuri. 
Se spune că acest loc de ispășire a pedepsei, nu era un loc de tortură a penitentului ci reprezenta, prin așezarea celui osândit de comunitate cu mâinile în jurul perindelelor, un mijloc de condamnare morală, mai ales prin supunerea rușinii publice pentru faptele sale nelegiuite, cu prilejul ieșirii oamenilor din biserică, când aruncau asupra persoanei osândite cuvinte de ocară.
În perindele se băgau „femeile stricate”, hoții dar și cei care furau brazdă din pământul vecinului.
Sancționarea efectivă avea loc prin așezarea acestora în genunchi, cu mâinile și cu capul petrecute printre bârnele de lemn care glisau între doi stâlpi situați la un capăt și celălalt al târnațiului, între talpă și „cosoarbă”. Astfel, palmele și capul vinovatului rămâneau afară, corpul era în perindele. Perioada de ședere în perindele variază în funcție de interlocutor, unii spunând că perioada nu era mai lungă de o zi, de două zile, de dimineața până seara sau după alții perioada dura chiar și o săptămână sau două, vinovatul primind mâncare și apă.
Judecata se făcea probabil după slujba din biserică, numindu-se „strigarea la biserică”, judele fiind cel care îl băga pe vinovat în perindele.
Construită în anul 1697, interiorul locașului a fost pictat în 1818, dată când biserica a trecut printr-o amplă renovare și tot atunci ușa care ducea din tindă în perindele a fost desființată. În locul ușii s-au bătut scânduri groase care și ele au fost zugrăvite în continuarea pereților tindei. Rezultă că perindele au putut fi folosite ca loc de pedeapsă între anii 1697 și 1818, dar nu mai târziu.
Informații despre perindele găsim și în alte părți din județul Bihor. Pe o carte veche păstrată la biserica de lemn din Căpâlna se menționează existența judecății prin perindele.
În Criștioru de Jos sunt semnalate un alt tip de perindele. Acestea se aflau lângă biserica satului. Judecata era făcută de bătrânii satului și de preot, dar erau consultați și tinerii.
În localitatea învecinată Poiana, perindelele funcționau până la sfârșitul secolului al XIX-lea. În Honțișor, oamenii erau judecați în belingeriu, care era atârnat în târnațiul bisericii.
- Paștele morților - Obiceiul numit în alte părți ale țării „praznicul bisericii”, se confundă în Țara Crișurilor cu „ziua morților” sau „paștele morților”.

În Totoreni, paștele morților se sărbătorește în prima duminică după Paști, în Duminica Tomii. Obiceiul există și în satele din vecinătate, ziua în care se ține această sărbătoare putând fi și a doua zi de Paști. Sărbătoarea este rezervată evocării celor dispăruți, ocazie cu care neamurile se reîntâlnesc în cimitirul satului. Biserica fiind în centrul cimitirului, se înțelege că una din funcțiile ei era și funcția ceremonial-funerară. 
Cu această ocazie se pun pomeni pe morminte, ocazie cu care se aduc la cimitir vase de ceramică ce se dau în dar spre pomenirea celui dispărut. Se aduce la cimitir mâncare și țuică, în unele sate oamenii cinstindu-se între ei ca la o adevărată sărbătoare.

## Imagini

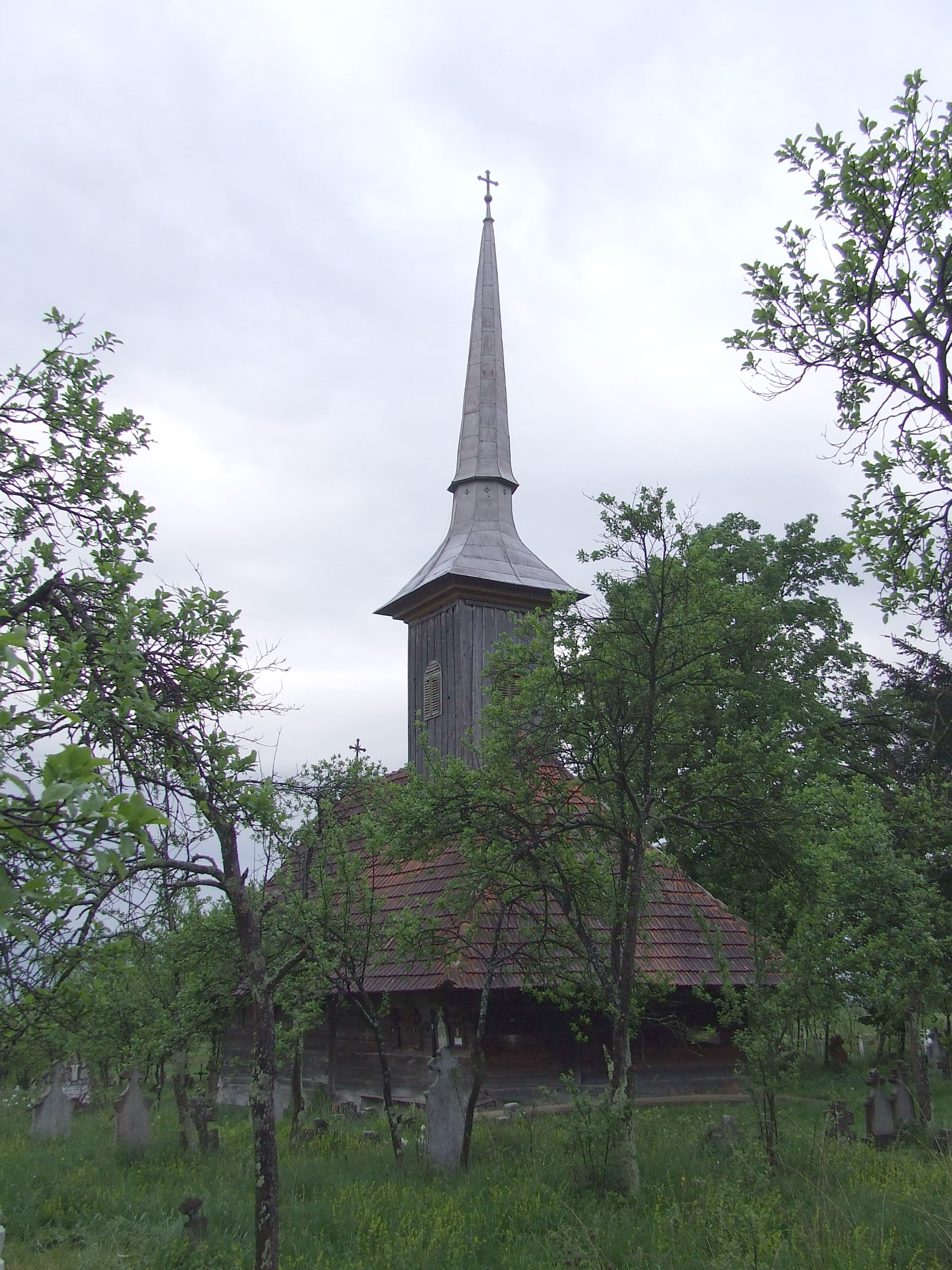
Vedere de ansamblu. Biserica din Totoreni
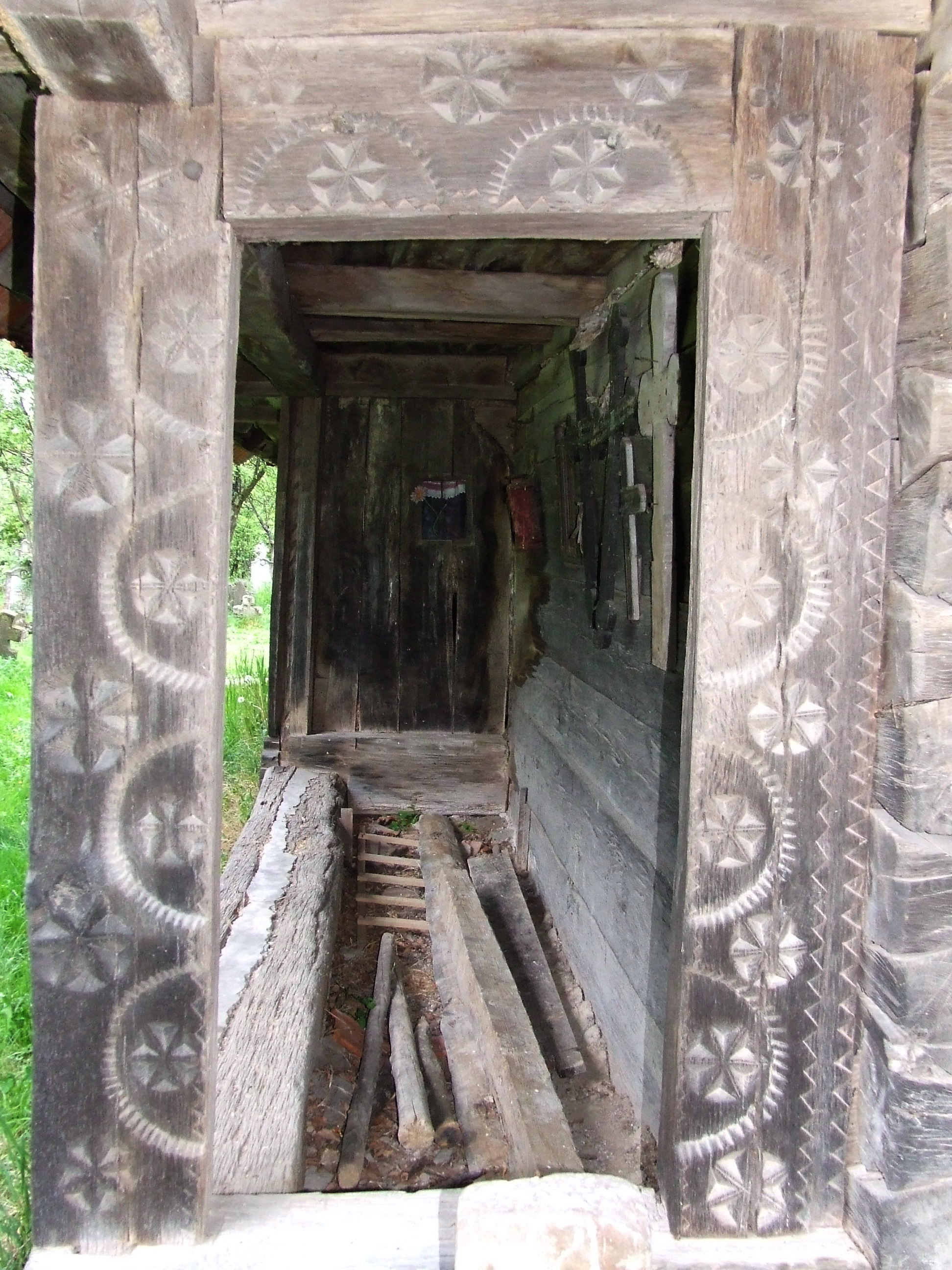
Perindelele
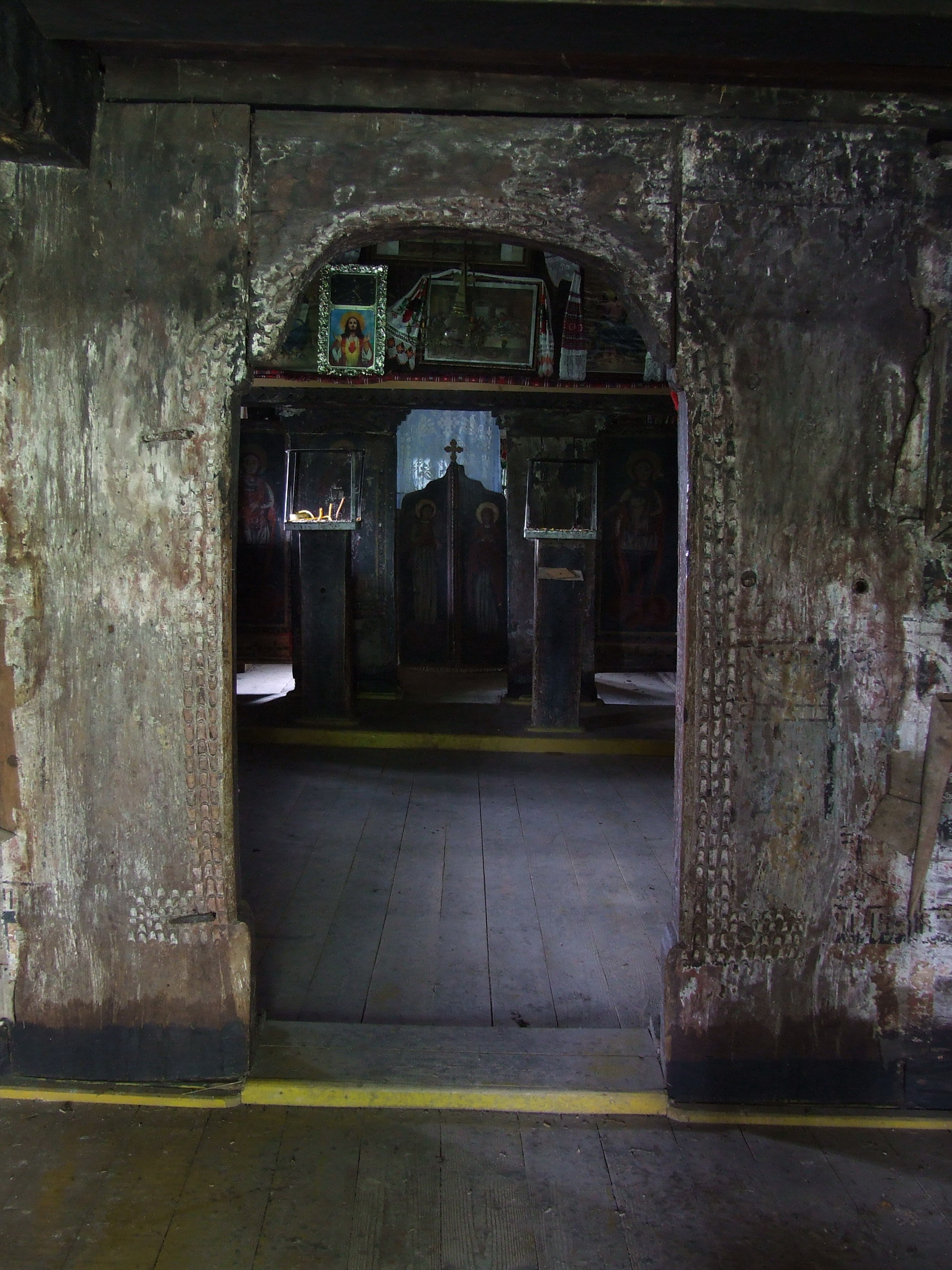
Biserica de lemn din Totoreni, portalul interior, 2008
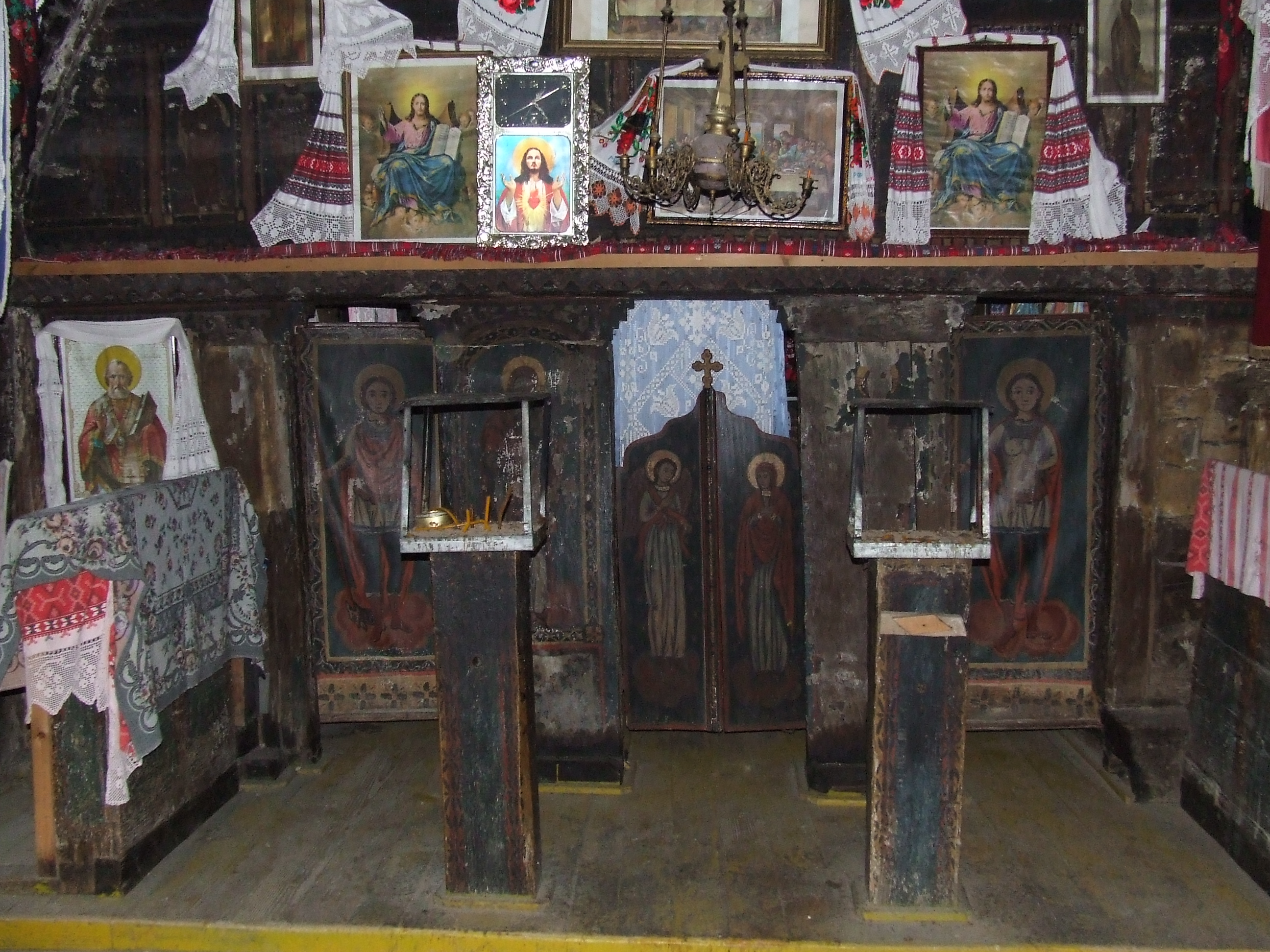
Biserica de lemn din Totoreni, ușile împărătești și o parte din iconostas
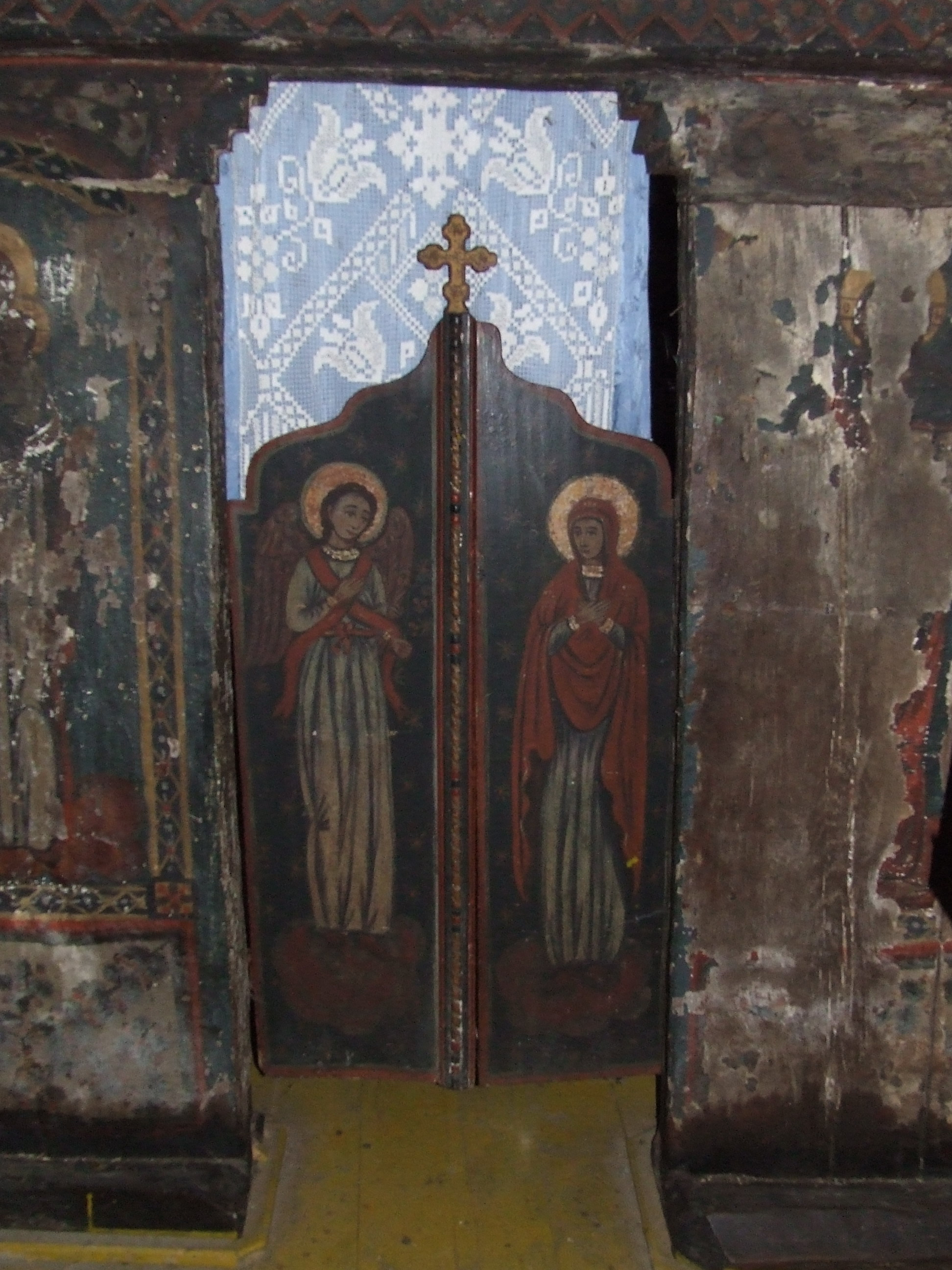
Ușile împărătești
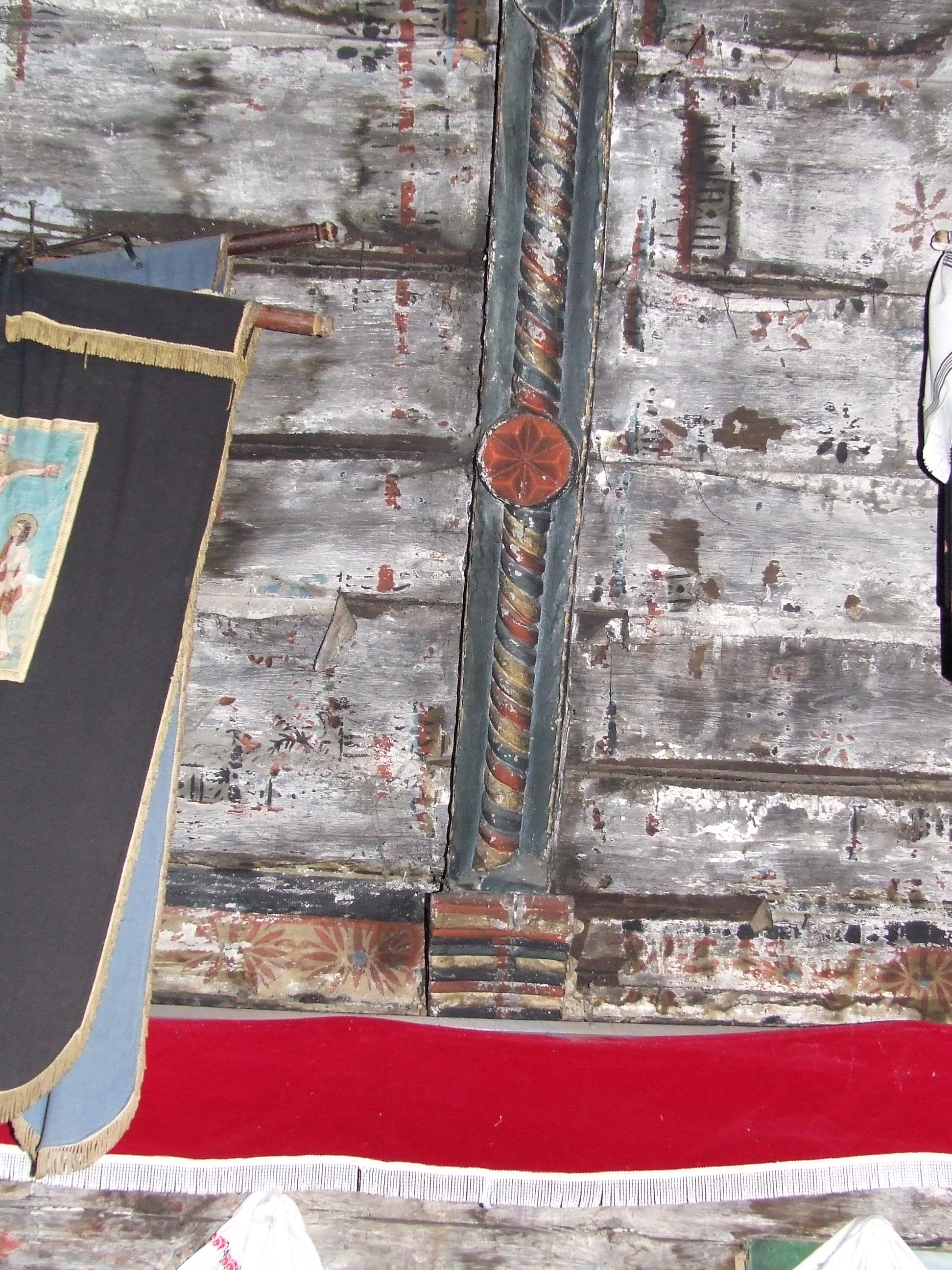
Fragment din arc-dublou
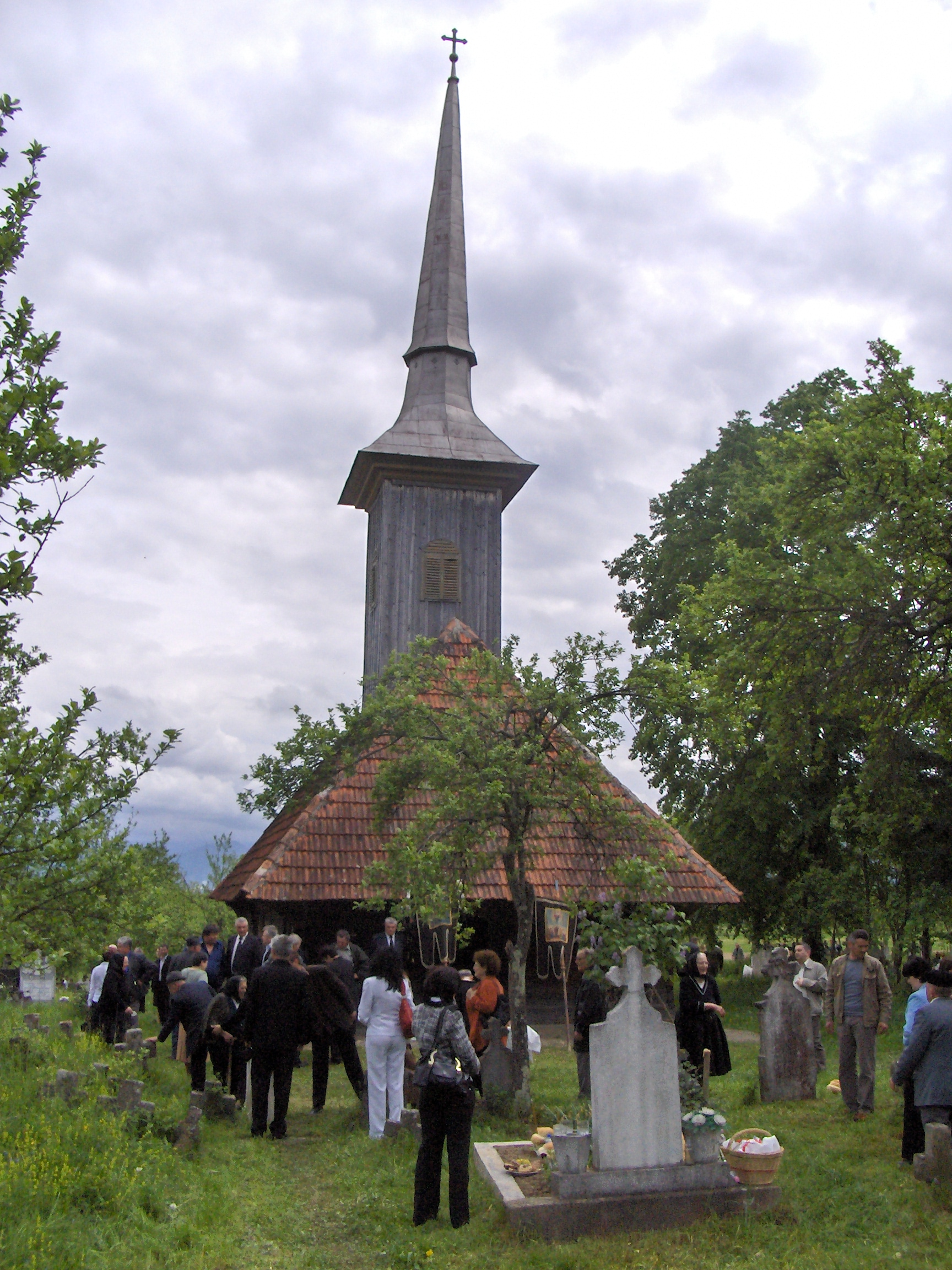
Paștele Morților, Totoreni
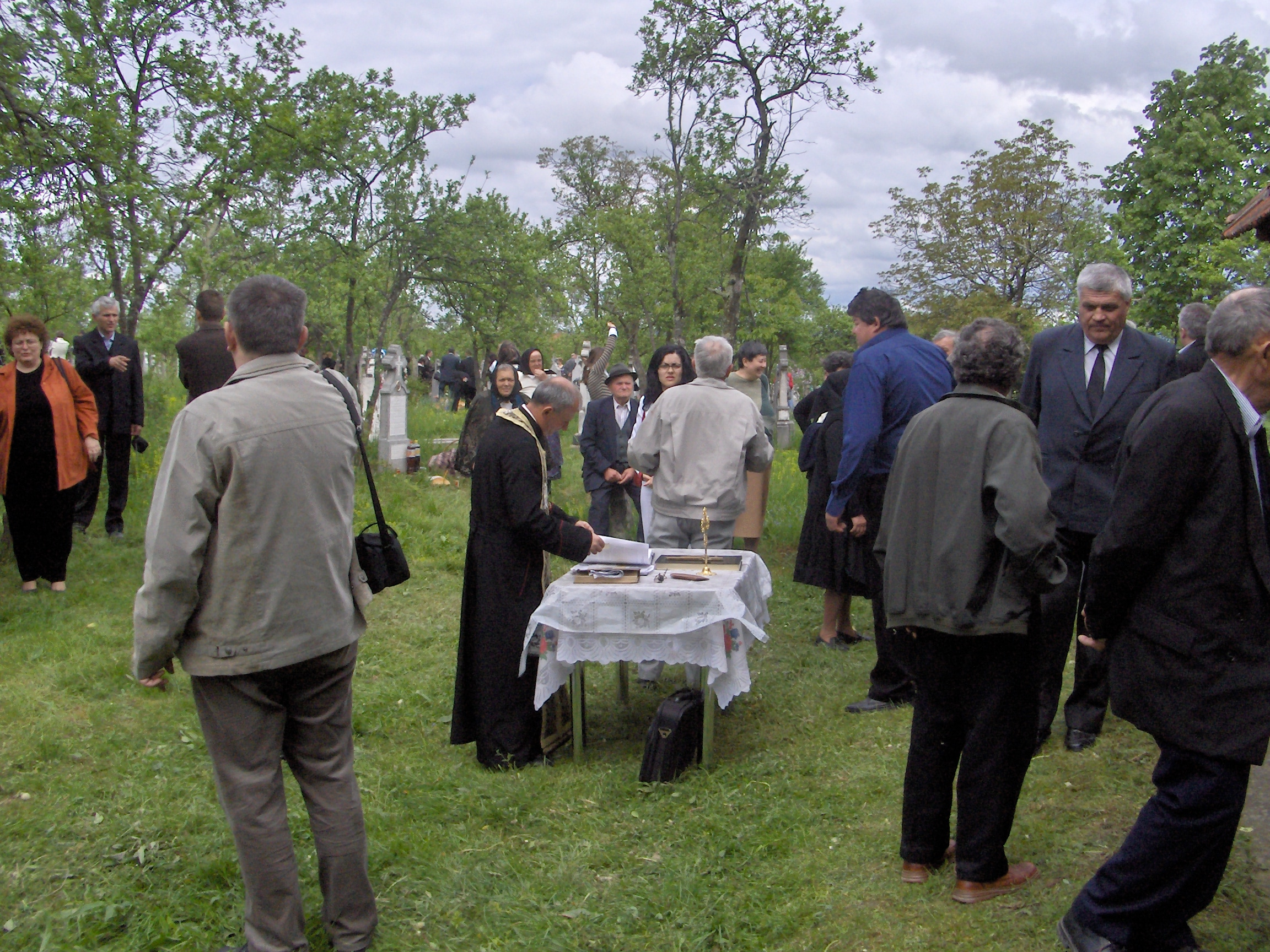
Paștele Morților, Totoreni
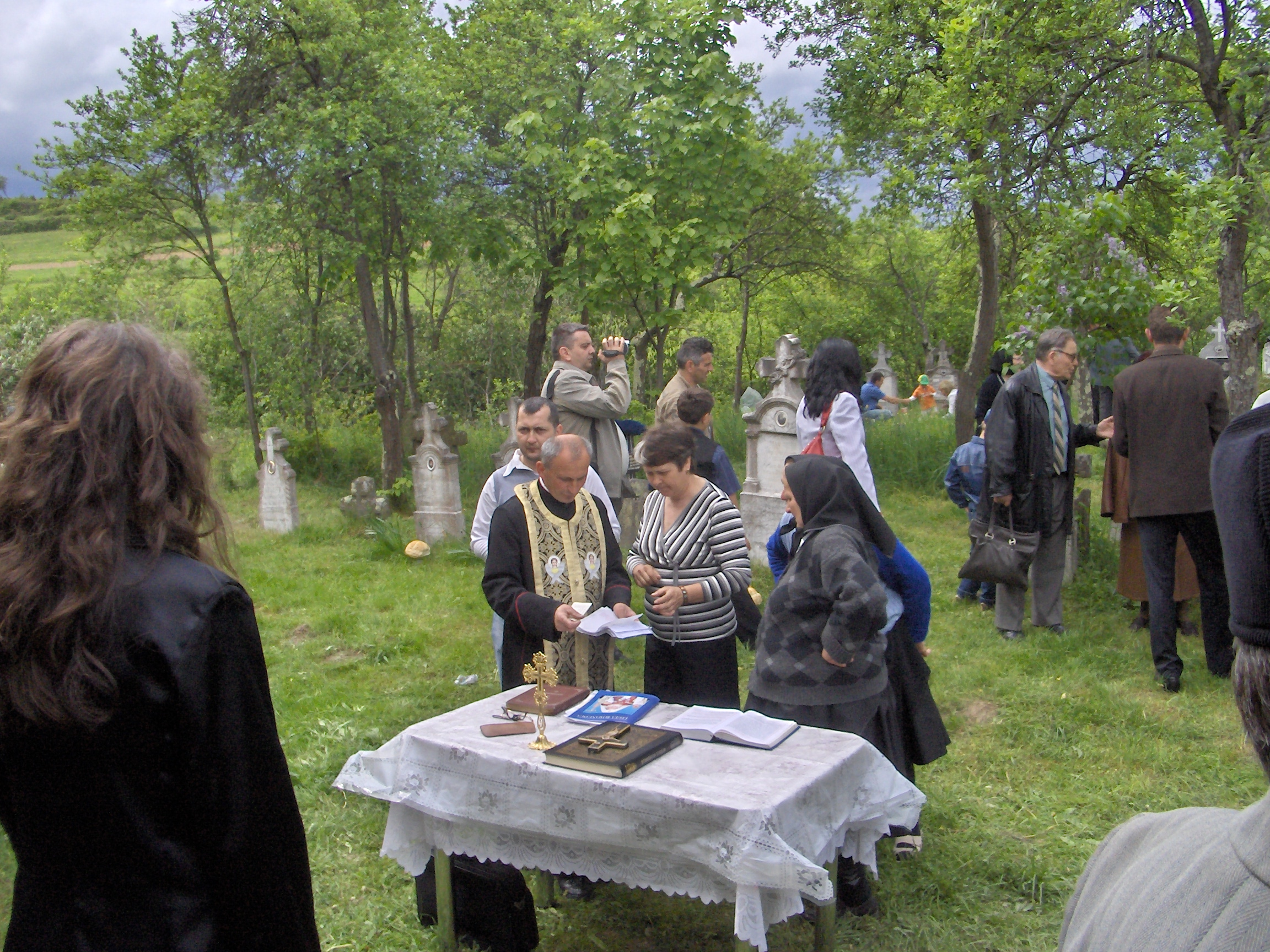
Paștele Morților, Totoreni
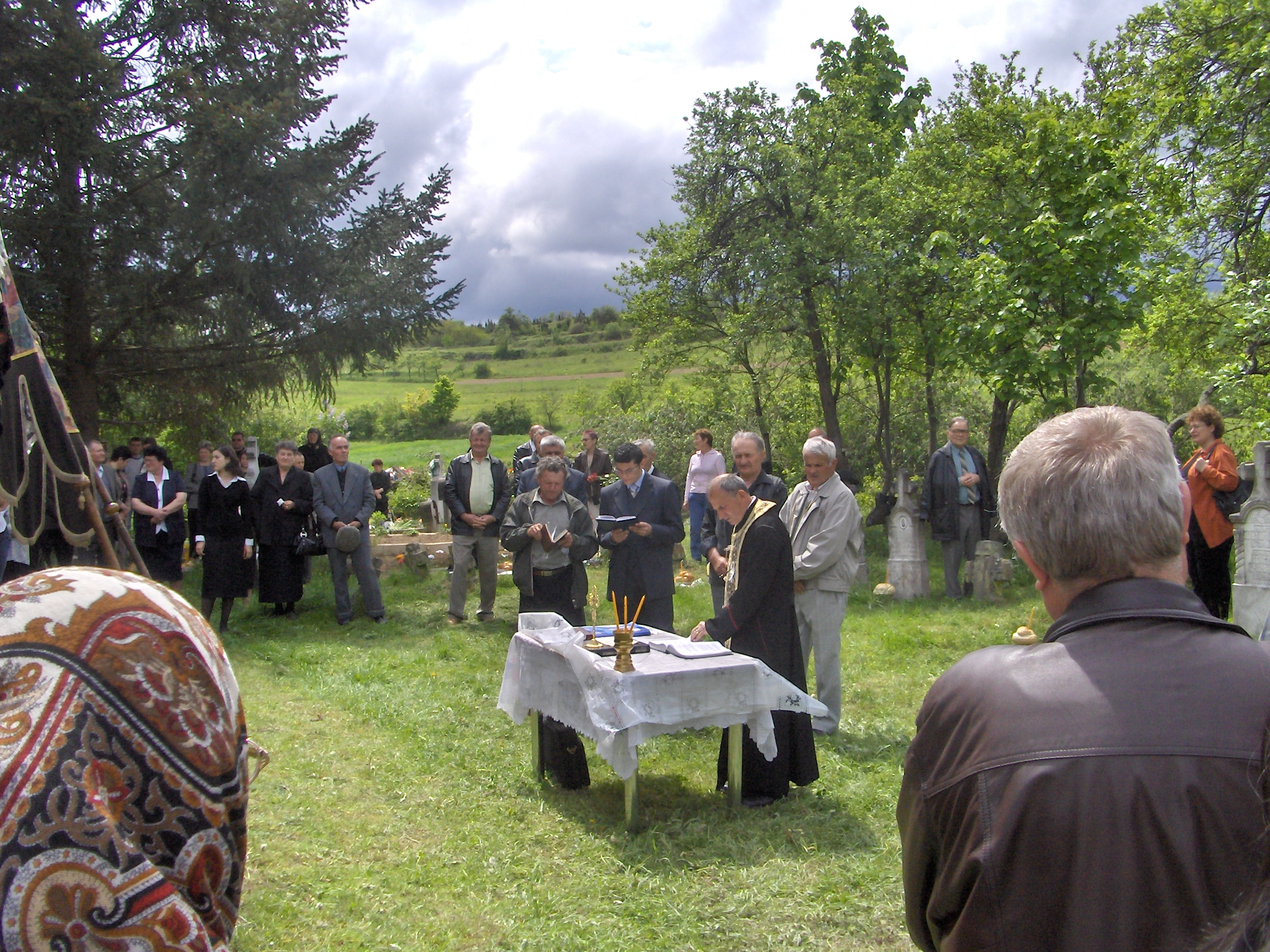
Paștele Morților, Totoreni
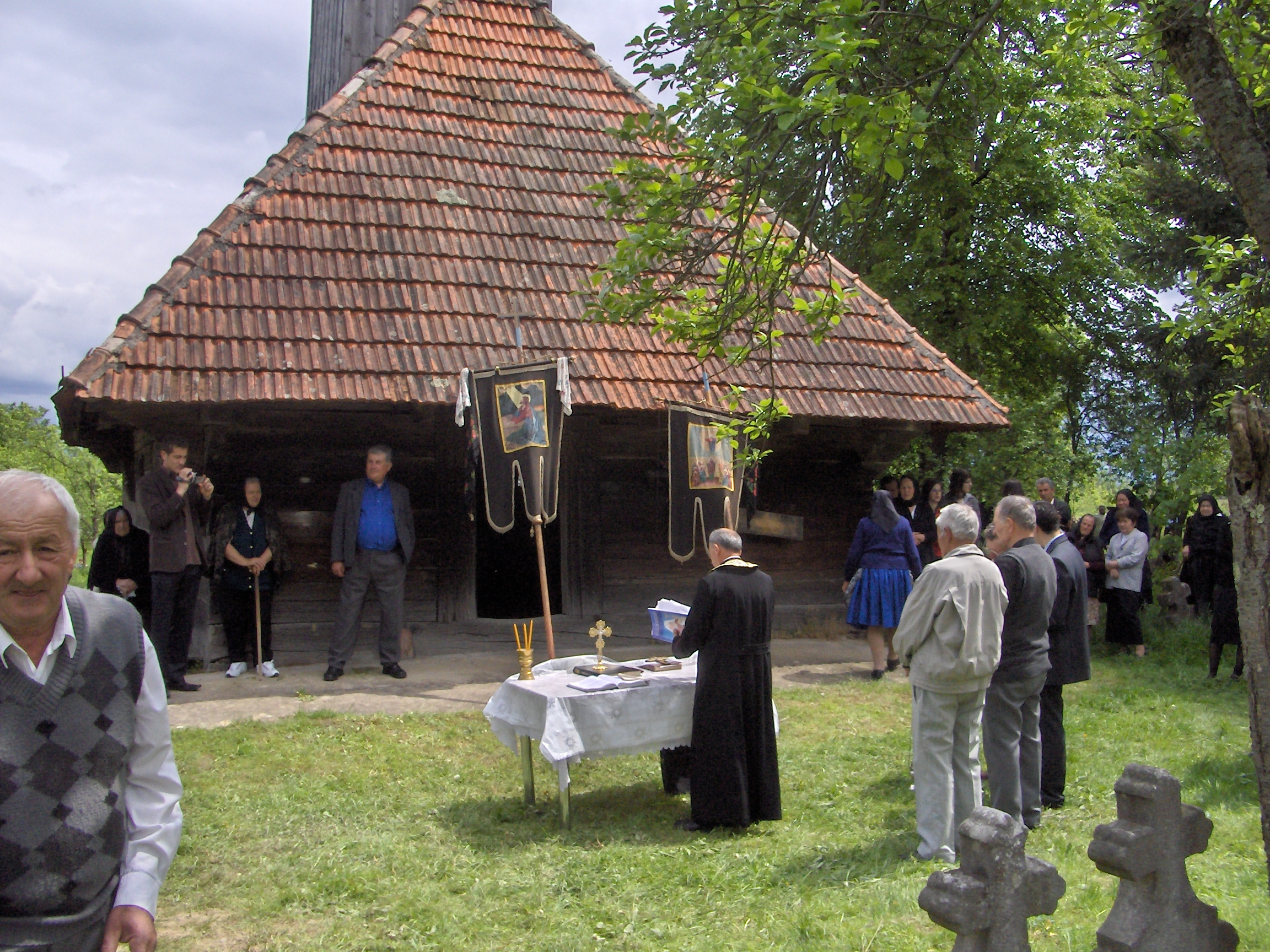
Paștele Morților, Totoreni
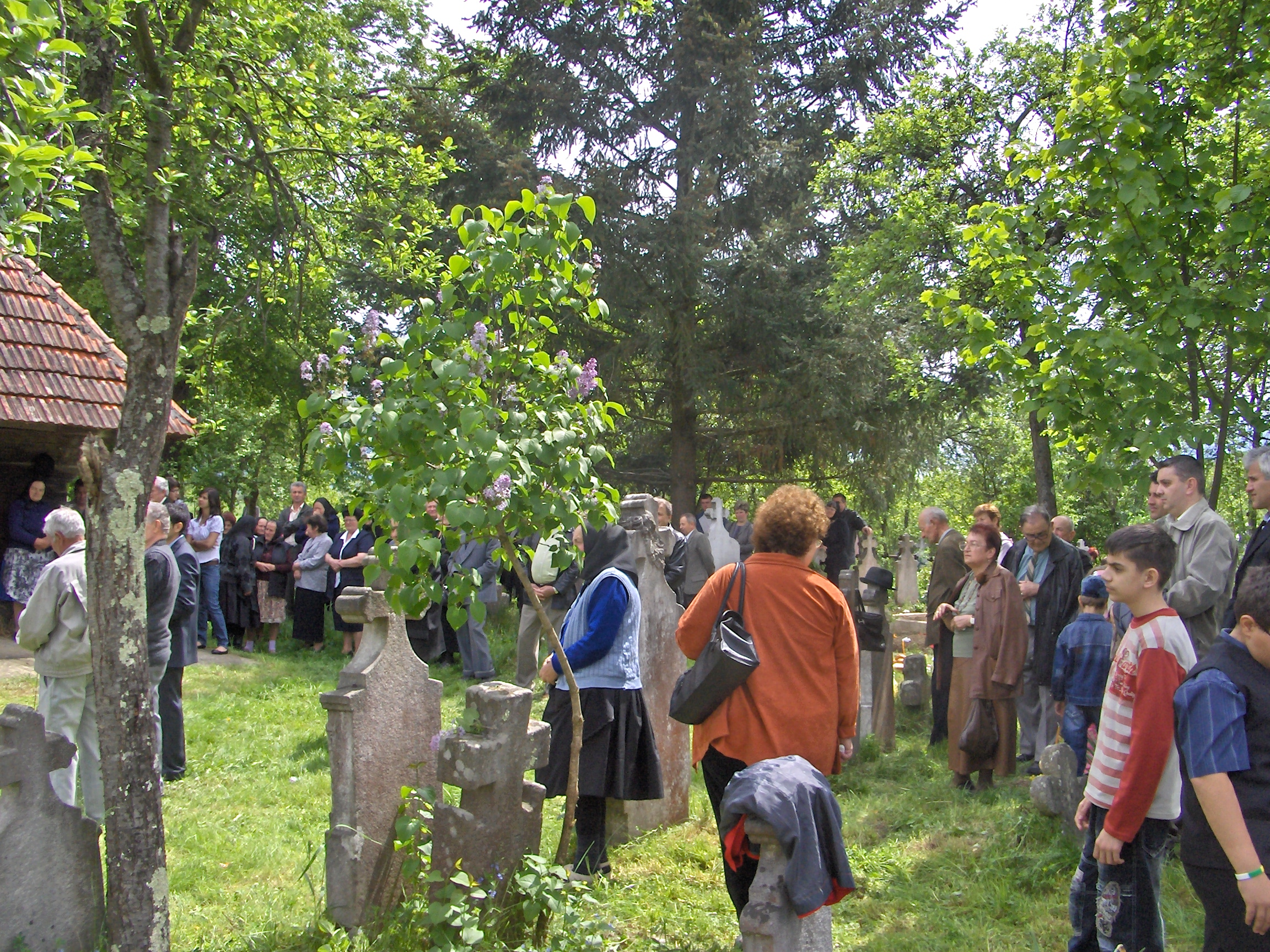
Paștele Morților, Totoreni
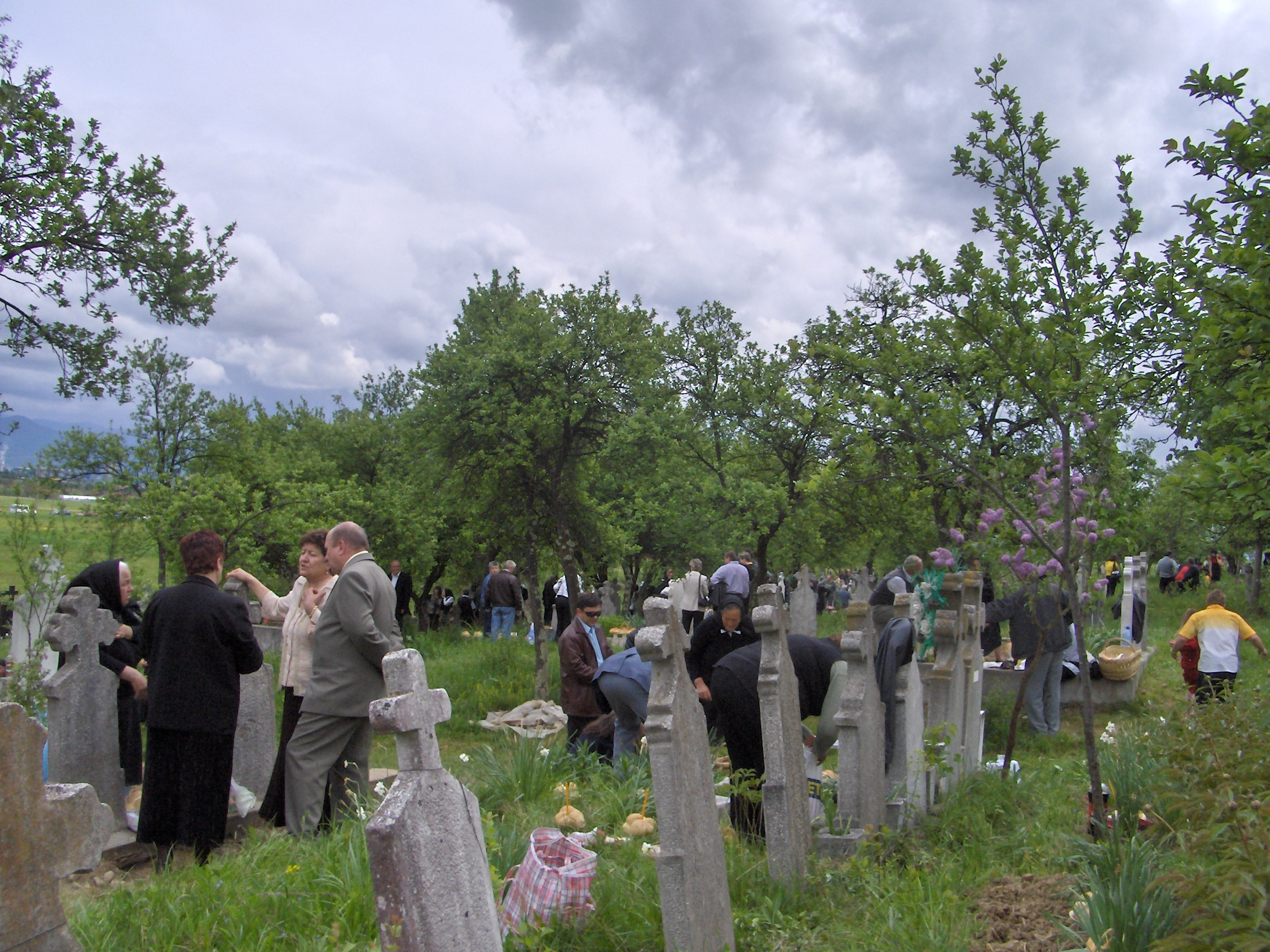
Paștele Morților, Totoreni
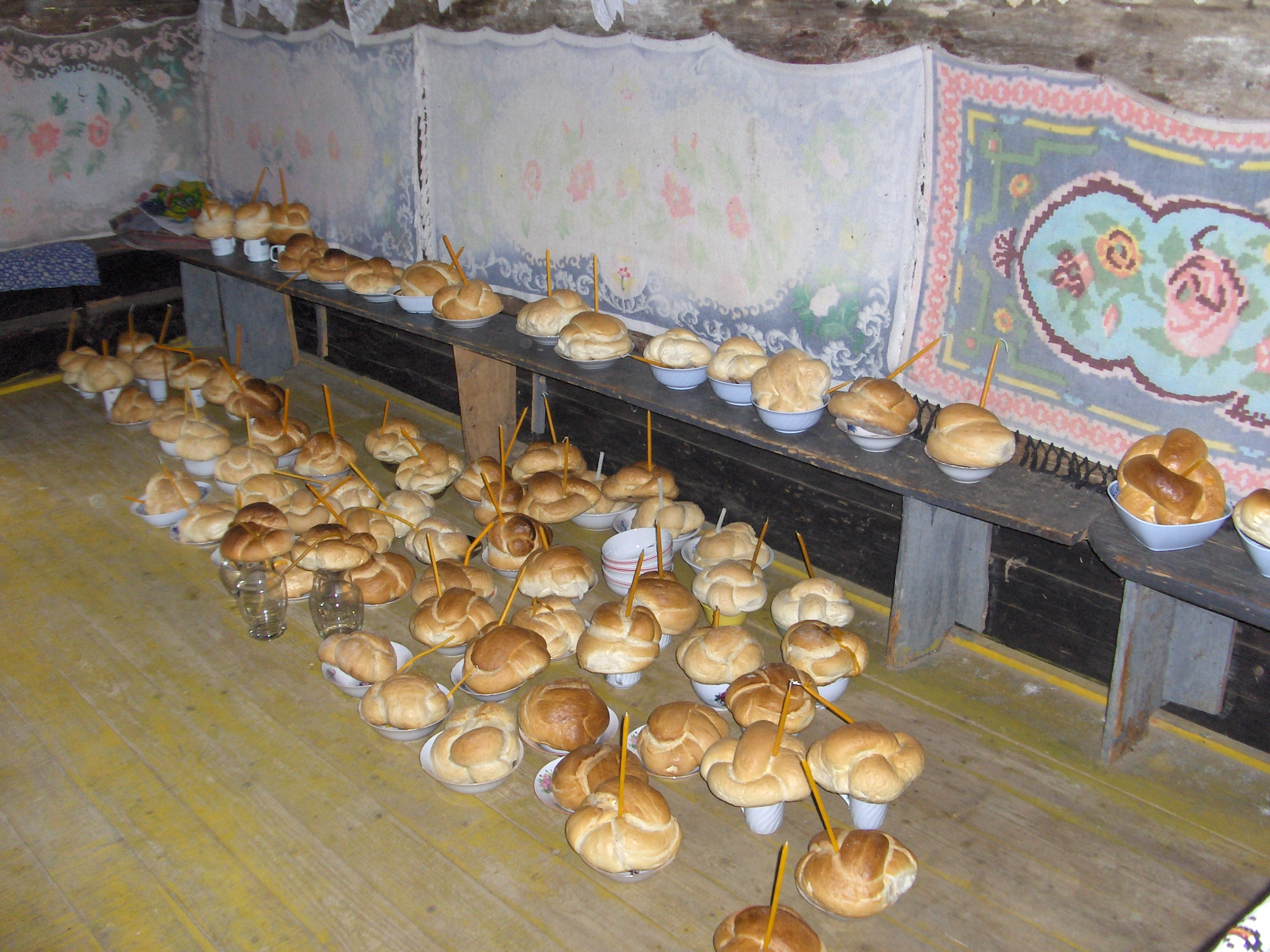
Paștele Morților, Totoreni
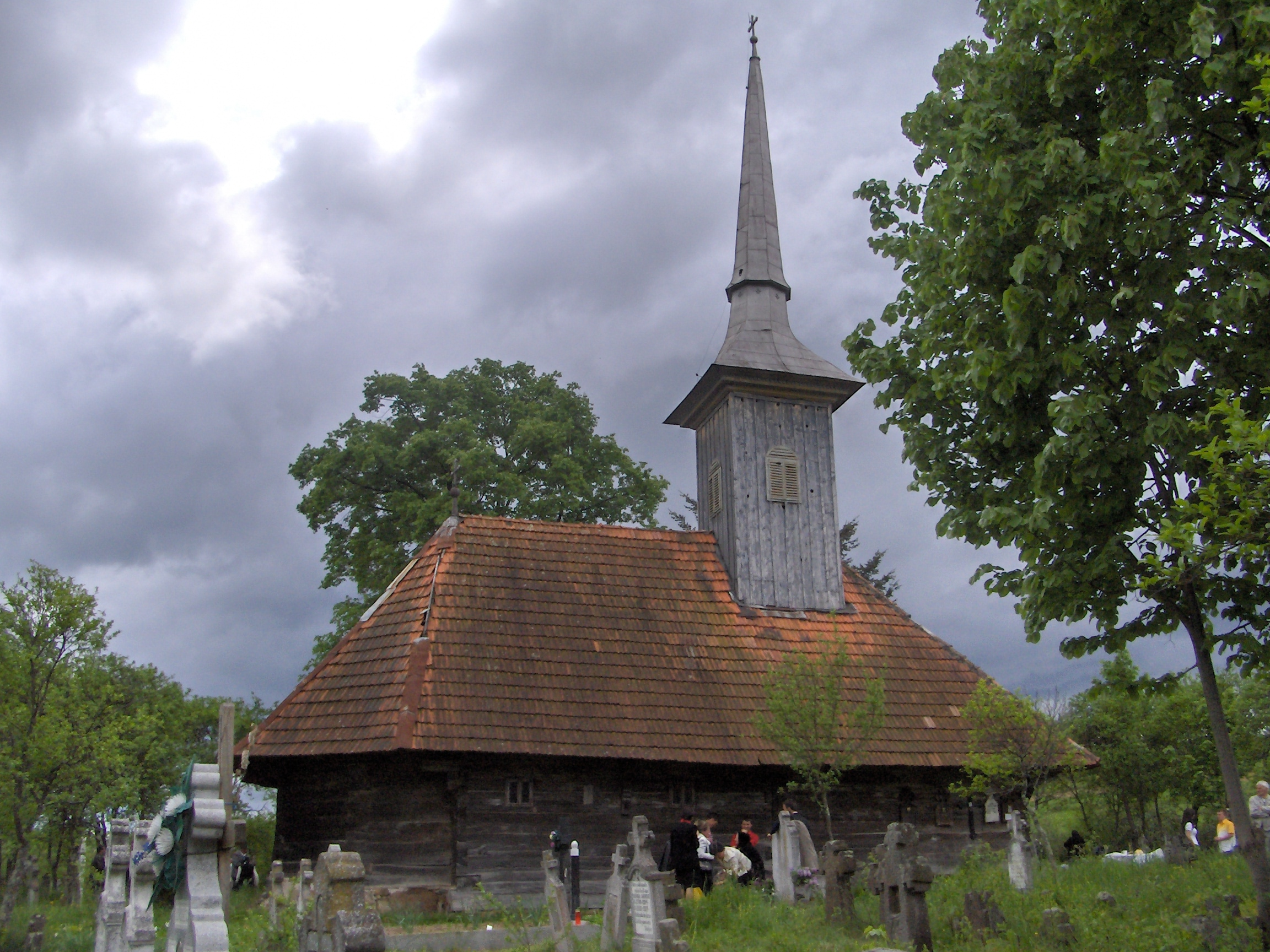
Paștele Morților, Totoreni
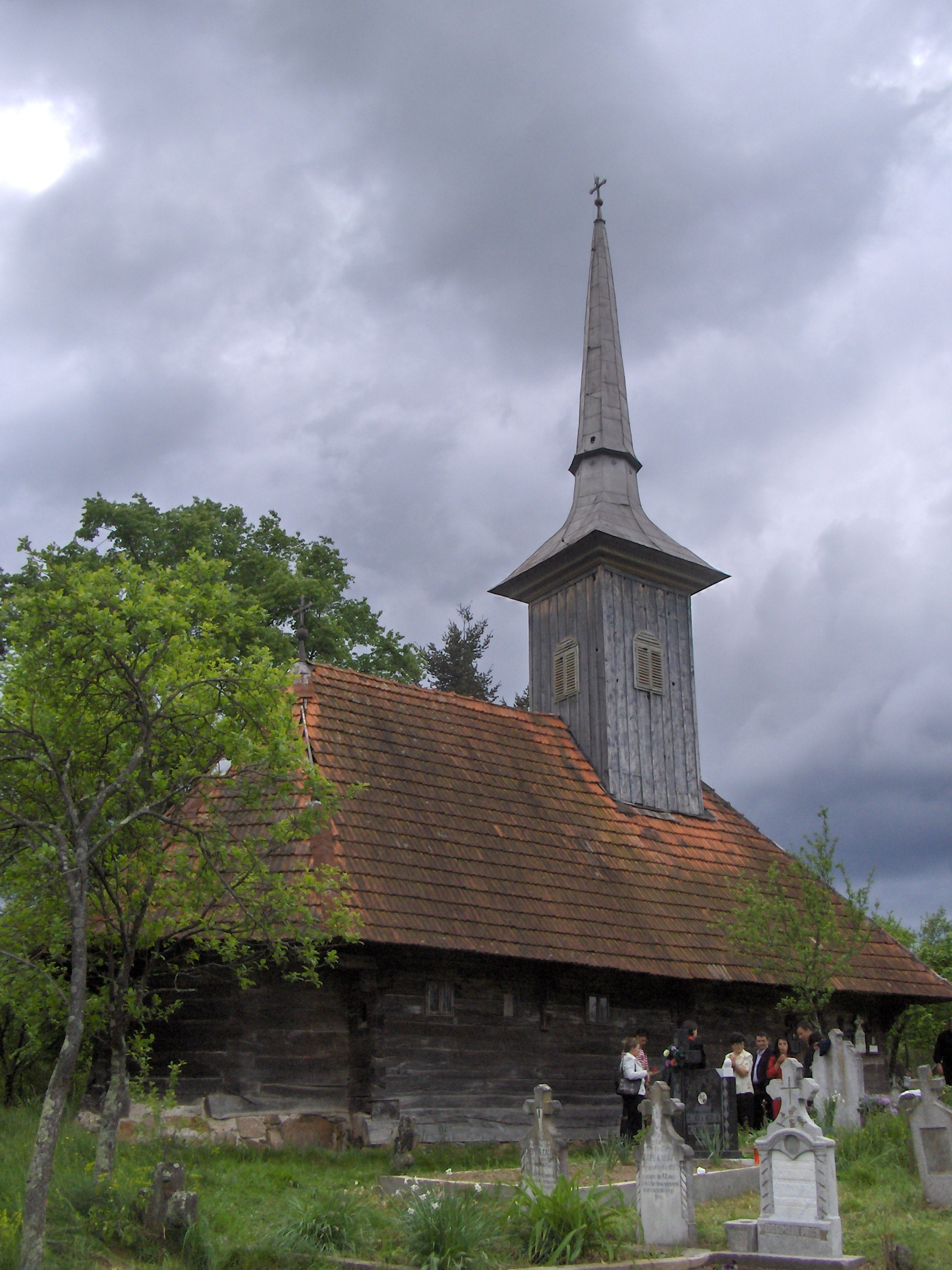
Paștele Morților, Totoreni